# Cheilotheca
Cheilotheca es un género con tres especies de plantas  perteneciente a la familia Ericaceae.

## Taxonomía
El género fue descrito por  Joseph Dalton Hooker y publicado en Genera Plantarum 2: 605, 607. 1876. La especie tipo es:  Cheilotheca khasiana Hook.f.	
Etimología
Cheilotheca: nombre genérico que deriva de la palabra griega "cheilos", es decir, un "labio o borde" y "teca"  un término latino, que significa "cubierta o vaina". Juntos esencialmente significan "vaina de labios".

## Especies
- Cheilotheca khasiana Hook.f.
- Cheilotheca malayana Scort. ex Hook.f.
- Cheilotheca sleumerana H.Keng